# Zagranica

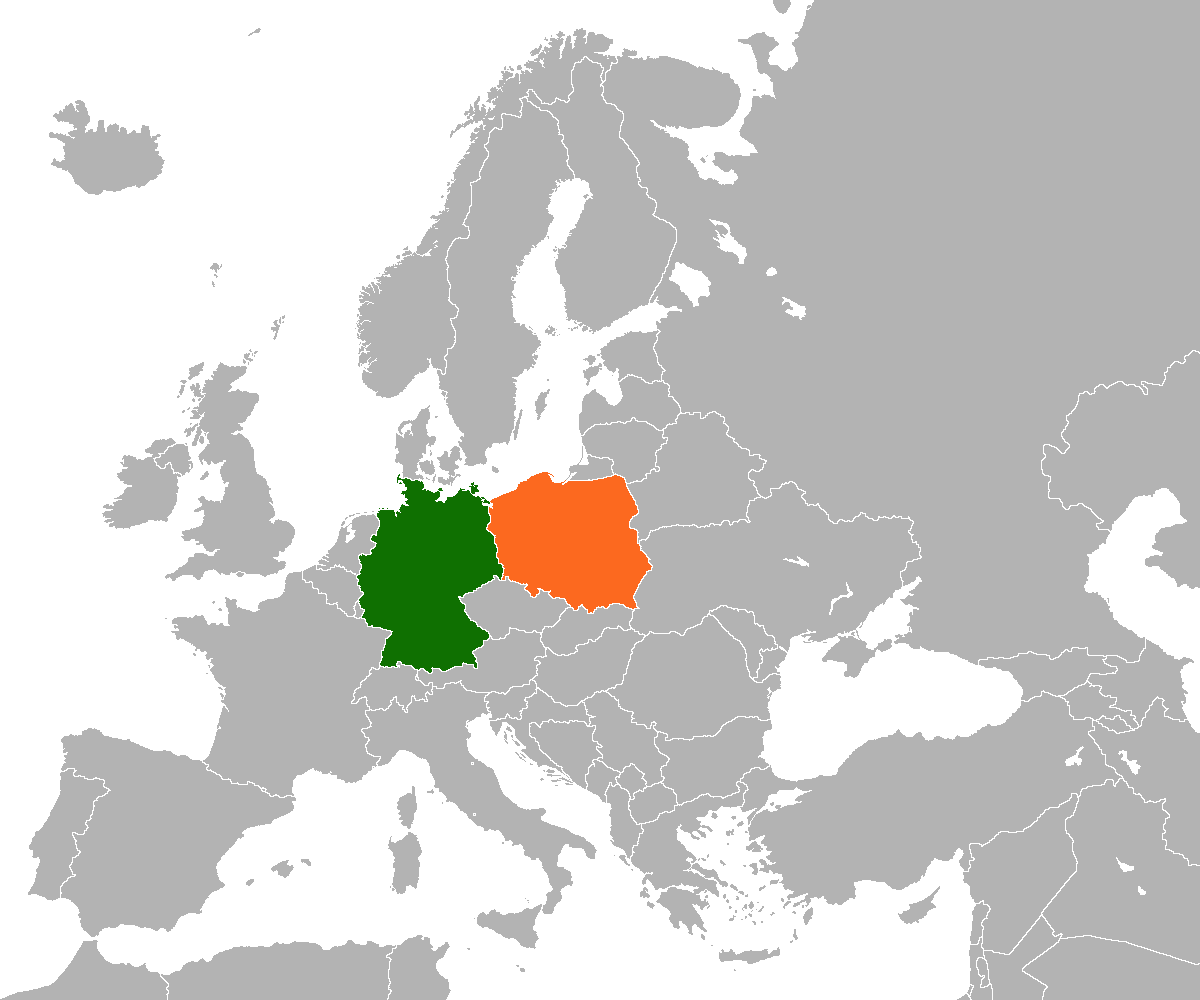
Dla Polski (na pomarańczowo) zagranicą są Niemcy (na zielono)

Zagranica – państwa znajdujące się poza granicami danego kraju.